# Грасиоза (аэропорт)
Грасиоза (порт.  Aérodromo da Graciosa) ( IATA : GRW , ICAO : LPGR ) — гражданский аэропорт на острове Грасиоза в Азорских островах, Португалия. Расположен в 2 км на северо-западе от города Санта-Круш-да-Грасиоза.  Он находится на высоте 26 м над уровнем моря, асфальтное ВПП имеет длину 1325 м и ширину 30 м. Аэропорт принадлежит компании SATA Aeródromos, а управляется ANA (Aeroportos de Portugal). По данным на 2021 год пассажиропоток составил 49237 пассажиров.

## Климат
Аэропорт находится в зоне умеренного климата, средняя температура составляет 16 °С, максимальная температура  23 °С, а минимальная — 16  °С.  Среднее количество осадков 860 мм в год. В районе, где расположен аэропорт нередко случаются наводнения.

## История
Аэропорт был спроектирован в 1973 году, но первые топологические снимки территории для строительства местные власти сделали только в 1976 году. Строительство аэропорта началось в сентябре 1979 года и закончилось 11 июля 1981 года. 1 октября 2001 года главный терминал был перестроен и расширен.

## Рейсы
Компания SATA Air Açores является единственной авиакомпанией, осуществляющей рейсы в этом аэропорте.
| Компания        | Рейсы                                       |
| --------------- | ------------------------------------------- |
| SATA Air Açores | Грасиоза — Понта-Делгада ; Грасиоза — Лажеш |